# Towards European Unity
Towards European Unity (Cap a la unitat europea) és un assaig del 1947 de George Orwell sobre el tema de la integració europea. En l'obra, Orwell especula sobre un possible futur en què el món podria caure en una guerra nuclear o en el totalitarisme. Proposa la creació d'una Unió Europea socialista democràtica com a alternativa a tals escenaris, tot i que també prediu que hauria de superar l'oposició de les potències imperialistes.
L'assaig representa la culminació de les visions optimistes d'Orwell sobre un futur socialista, que havia desenvolupat des de la Guerra civil de Franco, i el començament del seu canvi cap a un pessimisme profundament arrelat que inspirà la seua novel·la distòpica 1984.

## Antecedents

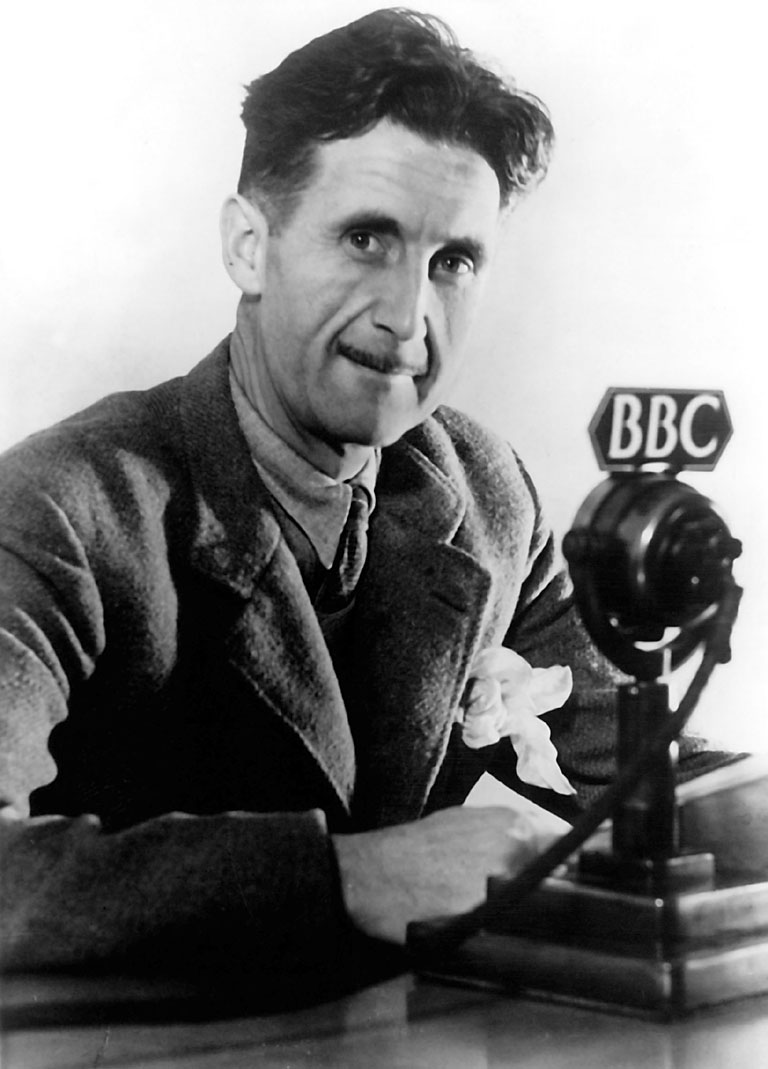
Orwell transmetent per a la BBC, durant la Segona Guerra Mundial

Orwell comença la seua carrera política com un antifeixista no alineat, la qual cosa el va portar a lluitar en la Guerra franquista espanyola, durant la qual desenvolupar simpaties pel socialisme i una oposició al totalitarisme. En Homenatge a Catalunya, descriu l'atmosfera d'igualtat social que prevalia al país català, contrastant directament aquest "socialisme autèntic" amb les pràctiques socialistes autoritàries de control estatal. Creia que en la Unió Soviètica els estalinistes havien establert una "nova forma de privilegi de classe" sota el "fals" pretext del col·lectivisme i igualitarisme. Orwell arriba a identificar tots els autoritaris, tant feixistes com socialistes d'estat, com enemics de la seua visió del socialisme democràtic. Les seues experiències en la guerra, durant la qual l'Església catòlica col·laborà amb el bàndol feixista, també van inculcar en Orwell un profund sentit d'anticatolicisme; va arribar a la conclusió que l'Església catòlica era inherentment simpatitzant del feixisme i un obstacle per a l'establiment del socialisme.  
Quan esclatà la Segona Guerra Mundial, ja estava preocupat per "visions d'un futur totalitari". Tanmateix, Orwell va continuar mantenint momentàniament la visió optimista del socialisme; en Segones reflexions sobre James Burnham, una ressenya de les obres de l'autor titular sobre el gerencialisme, critica a Burnham pel seu conservadorisme i pessimisme. Però al final de la Segona Guerra Mundial, la salut d'Orwell s'estava deteriorant i la seua esposa Eileen O'Shaughnessy havia mort. Posteriorment es va retirar a les Hèbrides Interiors d'Escòcia i lentament va caure en un estat d'aïllament social.
Després de l'elecció del govern de postguerra de Clement Attlee al Regne Unit, Orwell el criticà obertament per no haver aconseguit establir el socialisme després de la guerra, i assenyalà que només s'havia centrat en reformes democràtiques menors. Tot i que era membre de l'ala esquerra del Partit Laborista, Orwell es va alinear contra les propostes de l'esquerra britànica perquè Gran Bretanya es convertís en una "tercera força" en l'escenari internacional, ja que donava suport a la dissolució de l'Imperi britànic i l'establiment d'una Unió Europea socialista. Així, la seua perspectiva va començar a allunyar-se d'un socialisme britànic localitzat i a acostar-se a una visió internacionalista del socialisme paneuropeu. Orwell creia que el socialisme democràtic paneuropeu era la millor alternativa als "falsos tipus de socialisme" presentats pels intel·lectuals britànics d'esquerra i els seguidors del socialisme soviètic. Argumentava que els socialistes britànics, que emfasitzaven la democràcia i el canvi no violent, podrien convertir-se en els dirigents d'un moviment socialista paneuropeu contra el capitalisme i el comunisme. Així, concloïa que el racisme anglés representava un dels majors reptes per al socialisme paneuropeu i que els britànics "han de deixar de menysprear els estrangers. Són europeus i haurien de ser conscients d'això".
A mesura que la Guerra Freda comença a prendre forma i Orwell es desil·lusiona cada vegada més amb el govern d'Attlee, perd a poc a poc el seu optimisme sobre un futur socialista i comença a acceptar que una classe professional i gerencial anava en ascens. Els fets ocorreguts des del final de la Segona Guerra Mundial el van persuadir que el totalitarisme encara no havia estat derrotat, i que tant els Estats Units com la Unió Soviètica demostraven tendències totalitàries. Comença a pensar que les alternatives socialistes a un futur totalitari eren poc probables. Després d'una visita a l'Alemanya de postguerra i ser testimoni de la destrucció causada per la guerra, escriu sobre el seu rebuig al Pla Morgenthau i la seua creença que una Federació Europea hauria de fer-se càrrec de la reconstrucció d'Alemanya.  Al juliol del 1947, publica els seus pensaments sobre el tema en l'assaig Towards European Unity en Partisan Review, com a contribució a la sèrie de la revista sobre El futur del socialisme. L'assaig d'Orwell en fou el quart de la sèrie, després dels articles dels anticomunistes estatunidencs Sidney Hook, Granville Hicks i Arthur M. Schlesinger Jr., i abans d'un article de Victor Serge sobre el socialisme humanista.

## Contingut
Orwell va començar l'assaig com si fos un metge, amb l'objectiu de mantenir viu el moviment socialista i ajudar perquè es recuperàs. Va insistir que els socialistes sempre havien d'actuar sota el supòsit que el socialisme pot establir-se, tot i que admetia que les probabilitats no estaven pas al seu favor. Va calcular la probabilitat de supervivència de la civilització durant els segles XX i XXI, que va jutjar prou baixa a causa de l'avanç de la proliferació nuclear.
George Orwell especulà sobre els escenaris possibles per al futur d'Europa. En el primer, els Estats Units, com a única potència nuclear mundial, podria lliurar una guerra preventiva contra la Unió Soviètica; el preocupava que això creàs nous imperis i més guerres interimperialistes, tot i que creia que era poc probable a causa de les persistents tendències democràtiques als Estats Units. En el segon escenari, altres estats podrien crear les seues armes nuclears i lliurar una guerra nuclear entre si, i causar un col·lapse social; assenyalà que, si bé un retorn a la societat preindustrial podria considerar-se un resultat desitjable, no era convincent per a l'establiment del socialisme. En el tercer escenari, l'statu quo es congelaria i el món es dividiria entre unes quantes grans superpotències, cadascuna de les quals seria un estat molt estratificat i totalitari. Orwell creia que el tercer era el resultat més probable i el pitjor possible, i el preocupava que aquest escenari pogués durar anys i impedir l'establiment d'un consens polític mundial.
Com a alternativa a aquest futur, Orwell proposa la unificació d'Europa Occidental sota un sistema de socialisme democràtic. Creia que l'establiment d'una societat lliure i igualitària a gran escala, en què no existís cap incentiu per a buscar poder o benefici econòmic, només era possible mitjançant la creació d'una Europa federal. Això hauria requerit l'abolició de la sobirania dels estats nacionals individuals, amb la finalitat de crear una federació socialista amb fronteres nacionals. Pensava que un socialisme democràtic d'aquest tipus, amb el seu èmfasi en la llibertat, la igualtat social i l'internacionalisme, sols era possible establir-lo a Europa, perquè encara atreia un gran nombre d'europeus a Àustria, Txecoslovàquia, França, Itàlia, els Països Baixos, l'estat espanyol, Suïssa i el Regne Unit. Per contra, creia que el socialisme no s'havia afermat a Àfrica, Àsia i Amèrica Llatina. En la ment d'Orwell, una federació socialista europea seria una manera perquè Europa mantingués la independència de l'hegemonia tant del capitalisme estatunidenc com del comunisme d'estil soviètic. També creia que, tot i que en última instància el socialisme hauria d'establir-se arreu del món, de primer s'hauria d'establir en un sol lloc i Europa li semblava ser la millor opció. Per tant, considerava que la creació d'una federació europea socialista era l'únic objectiu polític que valia la pena perseguir.
Considerava que el principal obstacle intern per a la unitat europea era el conservadorisme i l'apatia de molts europeus, i lamentava la «incapacitat de la gent per a imaginar una cosa nova». També va preveure quatre perills externs potencials per a una federació europea socialista. En primer lloc anomenà la Unió Soviètica, que segons ell voldria mantenir Europa sota el seu control, ja fos mitjançant una invasió o per la seua influència sobre els partits comunistes europeus. En segon lloc, esmenta els Estats Units, als quals considerava hostils a qualsevol forma de socialisme, tot i que creia que seria més probable que utilitzassen la pressió econòmica que no la intervenció militar. Va advertir que el Regne Unit seria el més susceptible a la pressió econòmica estatunidenca, perquè el considerava un territori dependent de facto dels Estats Units, i proposa que el Regne Unit podria alliberar-se de l'hegemonia estatunidenca "abandonant l'intent de ser una potència extraeuropea". En tercer lloc, parla de la continuïtat de l'imperialisme i el seu suport entre la classe treballadora, perquè creia que l'explotació de les possessions colonials havia impedit als europeus construir el socialisme en els seus estats. Concreta específicament la fi del règim colonial britànic a l'Índia com un requisit necessari per a establir el socialisme, i prediu que la descolonització implicaria inevitablement un canvi de perspectiva d'una banda i una lluita violenta per l'altre. En acabar, anomenar l'Església catòlica, a la qual Orwell considerava enemiga de la llibertat de pensament, de la igualtat social i de la reforma social.
George Orwell creia que el col·lapse del capitalisme era inevitable, però no podia pas predir el que passaria després. Tot i que considerava improbable la creació d'una federació europea socialista, ja que els qui la defensaven no tenien força per a dur-la a terme, va suggerir una sèrie de resultats optimistes per al continent. Va predir que els Estats Units podria encaminar-se cap al socialisme, malgrat advertir que el proper gran canvi en la política dels Estats Units podria ser reaccionari. També va preveure un futur potencial en què Rússia experimentaria una democratització, després que milions de ciutadans soviètics es cansassen de l'antic règim i buscassen obtenir la llibertat. També creia que en el cas que s'establís el totalitarisme, la tradició liberal en l'anglosfera seria capaç de fer avançar a la societat i millorar la vida de les persones. Malgrat la possibilitat que ocórreguen aquests escenaris, va concloure que "el panorama actual, fins on puc calcular les probabilitats, és molt ombrívol, i qualsevol reflexió seriosa ha de partir d'aquest fet".

## Anàlisi
En el moment de la publicació de l'assaig, molts el van interpretar com una invectiva contra el proamericanisme expressat per Ernest Bevin, el ministre d'Afers Exteriors del govern d'Attlee. El mateix Orwell pretenia posar en pràctica el seu pla convencent els socialistes britànics de prendre la iniciativa de promoure el socialisme paneuropeu, primer entre ells i després en la resta d'Europa. Tot i que es va formar un Grup Europeu dins del Partit Laborista per a promoure la unificació amb altres partits socialistes europeus, Orwell va descobrir que la idea no guanyava massa impuls per una sèrie de "dificultats pràctiques i psicològiques". Seguia, però, convençut que era possible establir una federació europea socialista, sempre que la gent desitjàs crear-la i una dècada o dues de pau permetessen que la idea es desenvolupàs. L'expert australià en política exterior Owen Harries caracteritzà la proposta d'Orwell d'una Europa socialista que actuàs com a contrapés a l'hegemonia estatunidenca i russa com una forma de tercermundisme. D'altra banda, l'acadèmic escocés Graham MacPhee criticà l'assaig d'Orwell per eurocentrista i anglocentrista.
Towards European Unity també va marcar un punt d'inflexió per a Orwell, des del seu optimisme socialista anterior a un pessimisme cada vegada major. Tot i que va continuar pressionant a favor de l'establiment d'una Federació Europea socialista democràtica, que considerava essencial per al "futur de la humanitat", cap al final de la seua vida arribà a considerar aquest projecte com més anava més improbable. La publicació de la novel·la 1984 marcà la culminació d'aquest pessimisme, anant més enllà del seu assaig sobre la integració europea o fins i tot de les pròpies prediccions de Burnham sobre una revolució gerencial. La concepció del gerencialisme de Burnham proporcionava en última instància la base per a la distopia totalitària d'Orwell en 1984. Les preocupacions d'Orwell sobre la divisió del món en unes poques superpotències totalitàries, expressades en Towards European Unity, també formaren la base de la geografia política del llibre.
Malgrat ser una clara elaboració de la política d'Orwell en el període de postguerra, l'assaig ha estat en gran manera ignorat o passat per alt pels seus comentaristes, sobretot pels dels Estats Units. Segons l'historiador britànic John Newsinger, l'assaig demostra el compromís d'Orwell amb el socialisme durant els darrers anys de la seua vida i el seu desig d'establir una alternativa al sistema existent.